# Донецький академічний обласний драматичний театр
Доне́цький академі́чний обласни́й драмати́чний теа́тр — обласний академічний драматичний театр у Маріуполі, один з найстаріших театрів Лівобережної України.
Приміщення театру зруйновано прямим влучанням надпотужної бомби, скинутої з російського бомбардувальника 16 березня 2022 року під час російського вторгнення в Україну.

## Опис
Будівлю театру споруджено в 1956—1960 рр. за проєктом архітекторів О. Крилова та О. Малишенка. Головний фасад побудований із кримського інкерманського сірого каменю, мав галерею з чотирма колонами, які завершували капітелі композитного ордеру. Головний фасад завершувався фронтоном зі скульптурною групою.
Театр мав дві сцени:
- головна — 680 місць;
- мала — 62 місця.

## Історія театру

### Початки театру в Маріуполі
Початком театру в Маріуполі прийнято вважати 1847 рік, коли до міста вперше приїхала театральна трупа під керівництвом антрепренера В. Виноградова. Придатної будівлі Маріуполь не мав на той час, і тому вистави давали в орендованому амбарі на Єкатерининській вулиці (нині Нікопольський проспект).
У 1850—1860-і роки в амбарі на своєму подвір'ї місцевий житель Попов влаштував перше театральне приміщення — «Храм музи Мельпомени». І хоча цей «театр» не мав елементарних умов, у ньому протягом декількох сезонів виступало чимало труп з участю тогочасних провінційних акторів — Александров, Невєрова, Медведєва, Стоппель, Новицький, Мінський, Прокоф'єв, Пілоні тощо.
А 1878 року в місті Маріуполі була заснована перша професіональна театральна трупа. Власне від цієї дати й вираховує свій початок міський драматичний театр (нинішній Донецький академічний обласний драматичний театр). Отже, син заможного купця Василь Шаповалов, що належав до роду урзуфських Шаповалових, етнічних греків, орендував більш-менш придатне для потреб театру приміщення. Тут розпочали свій творчий шлях артисти І. А. Загорський, Л. Ліницька та інші.
1884 року затверджено статут Маріупольського музично-драматичного товариства, члени якого ставили аматорські вистави, влаштовували концерти, сприяли естетичному вихованню мешканців міста.
Знаменна подія сталась у Маріуполі 8 листопада 1887 року — якщо раніше театральні трупи працювали в місті у непридатних приміщеннях, то цього дня було вперше відкрито спеціально зведену коштом В. Л. Шаповалова театральну будівлю, яка отримала назву Концертна зала (згодом Зимовий театр). Це театральне приміщення мало велику сцену, зручні крісла, окреме місце для оркестру та глядацьку залу на 800 місць. Театральний сезон відкрився постановкою п'єси М. Гоголя «Ревизор». Роль Городничого зіграв сам володар театру і антрепренер.
З отриманням власної стаціонарної сцени Маріуполь перетворився на значний культурний осередок наприкінці XIX — на початку ХХ століть. Тут відбувалися гастролі видатних майстрів українського театру — М. Кропивницького та І. Карпенка-Карого, П. Саксаганського, М. Старицького.

### Міський театр Маріуполя у XXст.
У 1920-ті роки в Маріуполі працював драматичний колектив «Новий театр» під керівництвом А. Борисоглібського.
У 1934 році на основі міського драматичного театру створено Вседонецький музично-драматичний театр з постійним місцем перебування в Маріуполі (художній керівник — А. Смирнов, головний режисер — А. Іскандер).
18 квітня 1936 року в міському театрі відбулася зустріч із заслуженим артистом, оперним співаком Михайлом Гришком.
У листопаді 1936 року Маріупольський державний російський музично-драматичний театр показав п'єсу О. Корнійчука «Платон Кречет» — нерідко саме дата цієї прем'єрної вистави новоствореного першого стаціонарного (і майже безперервного) закладу культури подається як дата створення сучасного театру (принаймні так часто було в літературі доби СРСР).
Новостворений театр уперше виїхав на великі 4-місячні гастролі в квітні 1937 року — до міст Сталіно (нині Донецьк), Макіївка, Полтава, Кременчук, Суми та Харків.
По ІІ Світовій війні 1947 року російський драматичний театр у Маріуполі було закрито.
1959 року діяльність театру було відновлено — будувалась нова стаціонарна театральна сцена, набиралась трупа, готувались нові постановки. Тоді ж Маріупольському театру було присвоєно статус Донецького державного.
Урочисте відкриття новозбудованого театрального приміщення в Маріуполі відбулося 2 листопада 1960 року прем'єрним показом вистави «Иркутская история» за п'єсою О. Арбузова.

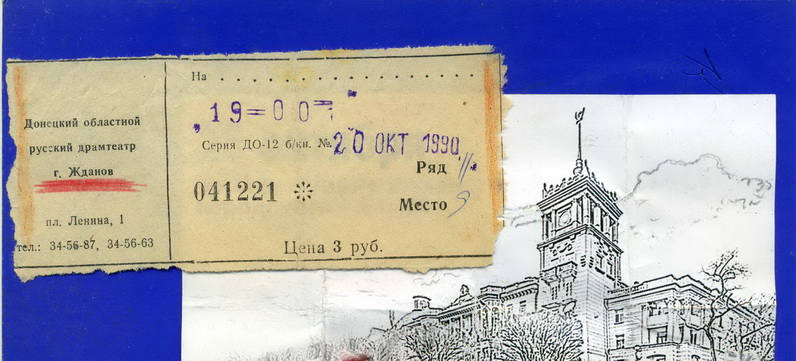
Квиток на виставу Маріупольського театра, 1990 р.

1978 року Маріуполь урочисто відзначив 100-літній ювілей міського театру, у зв'язку з чим Донецький державний російський драматичний театр був нагороджений Орденом Пошани.
1985 року було відкрито малу сцену театру.
Визнаючи заслуги закладу в розвиткові театрального мистецтва, 12 листопада 2007 року Наказом Міністерства культури і туризму України театрові було присвоєно статус академічного.
У 2016 році Донецький академічний ордена Пошани обласний російський драматичний театр було перейменовано на Донецький академічний обласний драматичний театр.

### Російсько-українська війна (2022)

#### Авіаудар по Маріупольському театру
16 березня 2022 року російська авіація скинула надпотужну бомбу на драмтеатр, де переховувалися біженці, які втратили житло.
Після бомбардування центральна частина театру зруйнувалася, а уламками завалило вхід у бомбосховищ, що знаходився в будівлі. За даними агентства Reuters, на супутникових знімках було видно, що перед фасадом драмтеатру і позаду в сквері були написи на асфальті великими літерами білою фарбою «Діти». Проте це не зупинило російських агресорів.
Того ж дня Даріо Франческіні, міністр культурної спадщини та культурної діяльності Італії, повідомив на своїй сторінці у соціальній мережі Twitter, що Урядом Італії було схвалено його пропозицію про надання Україні ресурсів для якнайшидшої відбудови драмтеатру.
Станом на ранок 17 березня 2022 року, народний депутат Сергій Тарута повідомив, що бомбосховище витримало і люди залишилися живими. Проте, вже 24 березня в ефірі «Популярної політики» озвучив припущення про загибель щонайменше 1000 людей, яких немає змоги звільнити з-під завалів через безперервні обстріли та відсутність рятувальників. За повідомленням міської ради Маріуполя від 25 березня, у Драматичному театрі в результаті бомбардування російським літаком загинуло близько 300 людей.
Станом на 4 травня 2022 року, за даними розслідування «Associated Press», від авіаудару по драмтеатру в Маріуполі загинули близько 600 осіб. Матеріали розслідування базувалися на показаннях 23 людей, які вижили під час бомбардування, рятувальників та людей, близько знайомих із укриттям у драмтеатрі. Також журналісти використали плани приміщень театру, фото та відео зроблені всередині.
23 грудня 2022 року те, що ще залишилося від театру, знесли.

#### Відновлення роботи театру
Рішення про відновлення роботи Донецького драматичного театру підписав начальник Донецької обласної військової адміністрації Павло Кириленко. Виконуючою обов'язки директорки-художньої керівниці театру з 6 травня 2022 призначено Людмилу Колосивич. З колективу понад 200 осіб до Ужгорода переїхали всього 13 членів колективу, з яких актори — лише семеро. Частина колективу заявила про свою не згоду працювати під керівництвом Колосович. Репетиції та прем'єра відбулася на сцені Закарпатського музично-драматичного театру ім. братів Юрія-Августина та Євгена Шерегіїв в Ужгороді.
Першою постановкою відновленого театру стала вистава Людмили Колосович «Крик нації» про життя і долю Василя Стуса. Звернення театру до українського поета-шістдесятника стала символічною, виходячи з його постаті, прямим зв'язком із Донеччиною, подібністю боротьбі за українську мову та культуру, її вільний розвиток та представленість у світовій культурі. Проте, жодна з існуючих п'єс та кіносценаріїв про Стуса не відповідав запиту: «нам потрібно щось гостріше, сучасніше. У час, коли йде війна, не можна ставити „лайтову версію“ Стуса. І ми організували творчу лабораторію з акторами: Олена Біла та двоє молодих хлопців — Дмитро Муранцев та Максим Філіппов, які тільки до нас долучилися, я — ми вчотирьох написали „Крик нації“, це наша версія життя і долі Василя Стуса» — пояснює задум Людмила Колосович.
Прем'єрні покази «Крику нації» пройшли із переаншлагами, в результаті чого керівництво театру організувало додаткові вистави. Критика порівняла виставу із «античною трагедією»: «на сцені, крім головного героя, ще шестеро, які дивним чином зливаються воєдино попри всю різношерстість» (доктор історичних наук Сергій Федака), відмітила роботу як «потужний заклик боронити Україну від агресора» (театрознавця Наталія Потушняк), вказала на «стратегічно точним та репертуарно вірним був вибір <…> тематики вистави. Вона засвідчує художню та громадянську позицію українських митців з Маріуполя, яка сьогодні є визначальною у нашій боротьбі з ворогом» (кандидат мистецтвознавства Світлана Максименко).
Журналістка «Укрінформу» Тетяна Когутич припустила, що «після прем'єри їх називатимуть „стусівцями“ — адже вони, як і поет колись, не склали зброї перед ворогом. „Терпи, терпи — терпець тебе шліфує, сталить твій дух — тож і терпи, терпи. Ніхто тебе з недолі не врятує, ніхто не зіб'є з власної тропи“, — пам'ятаєте зі школи завчені Стусові рядки? Вистава стусівців із Маріуполя — якраз про це».
На півроку з дати авіаудару по театру, 16 вересня, було влаштовано вечір пам'яті під назвою «Маріупольська драма», в рамках якого актори, які безпосередньо перебували в будівлі драмтеатру, поділилися із глядачами власними спогадами про трагедію. До Дня захисників і захисниць України, 14 жовтня, влаштували поетичний вечір. Протягом року з моменту відновлення роботи, у театрі випустили шість повноцінних прем'єр: «Крик нації», «Маріупольська драма», «Качка», «Вертеп Донеччини», «Декамерон», «Приголомшена Тетяна».

#### Будівля театру в Маріуполі
У липні 2023 року окупантська влада розпорядилася про повне залиття бетоном підвальних приміщень театру й почиток будівництво фактично з нуля під виглядом «реконструкції».
7 вересня 2023 року китайська співачка Ван Фан виконала пісню «Катюша» на руїнах театру, що викликало резонанс в українському суспільстві та осуд МЗС України.

## Репертуар
У репертуарі театру — драми, комедії, вистави для дітей та юнацтва, мюзикли, зокрема:
- «Гайдамаки» за Тарасом Шевченком;
- «97» Миколи Куліша;
- «Лісова пісня» Лесі Українки;
- «Шельменко-денщик» Григорія Квітки-Основ'яненка;
- «За двома зайцями» Михайла Старицького;
- «Одруження» Миколи Гоголя;
- «Король Лір», «Приборкання норовливої» Вільяма Шекспіра;
- «Марія Тюдор» Віктора Гюґо;
- «Дон Карлос» Фрідріха Шиллера;
- «Гедда Ґаблер» Генріка Ібсена;
- «Пристрасті під в'язами» Юджина О'Ніла;
- «Медея» Жана Ануя;
- «Тартюф» Мольєра;
- «Роман про дівчат» за Володимиром Висоцьким;
- «Романтики» Едмона Ростана;
- «Прощальна гастроль князя К.» за Федором Достоєвським;
- «Сліпі» Моріса Метерлінка;
- «Едіт Піаф» Віктора Легентова;
- «Вовки і вівці» Олександра Островського;
- «Ніжне серце» Володимира Соллогуба;
- «Портрет планети» Фрідріха Дюрренматта;
- «Острів скарбів» за Робертом Стівенсоном;
- «Панночка» Ніни Садур;
- «Різдвяна казка» Надії Птушкіної;
- «Безприданник» Людмили Розумовської;
- «Рогатка» Миколи Коляди;
- «Сімейна кадриль» Володимира Гуркіна;
- «Танго» Славомира Мрожека;
- «За зачиненими дверима» Жана-Поля Сартра.

Репертуар по відновленню
- 2022, 16 липня — «Крик нації» Людмили Колосович, Олени Білої та акторів театру; реж. Людмила Колосович
- 2022, 16 вересня — «Маріупольська драма» Олександра Гавроша за розповідями акторів Віри Лебединської, Дмитра Муранцева, Олени Білої, Ігоря Китриша, Матвія Китриша; реж. Євген Тищук[37][38]
- 2022, 27 листопада — «Качка» Марти Ґушньовської; реж. Наталя Орєшнікова[39][40][41]
- 2022, 25 грудня — «Вертеп Донеччини» за мотивами п’єси «Іродова морока» Пантелеймона Куліша із використанням автентичних колядок і щедрівок Донеччини; реж. Людмила Колосович
- 2023, 19 березня — «Decameron» за новелами «Декамерон» Джованні Боккаччо; реж. Олег Мельничук[42][43]
- 2023, 20 травня — «Приголомшена Тетяна» Лаши Бугадзе; реж. Людмила Колосович[44][45]

## Творчий склад
У різні роки театр очолювали діячі театрального мистецтва: Анатолій Ходирєв, Петро Вєтров (1960—1963), Семен Шейко (1964—1967), Олександр Утеганов (1968—1986), Юрій Костенко (1986–88), Володимир Балкашинов (1989–93), Микола Волошин (1994–96), Олександр Котов (1996—2001), Костянтин Добрунов (з 2001 року), Володимир Кожевніков (з 2016 року).
Режисерами працювали Володимир Крипець, Олександр Коженовський та Володимир Бугайов, Гарольд Вогау, Володимир Таршис, Володимир Московченко, Станіслав Непряхін.
Художниками працювали Раїса Суторміна, Іван Бондарєв. Тривалий час головним художником театру був Михайло Ковальчук (1972–96).
Серед акторів — Павло Кльонов, Неоніла Білецька-Бугайова, Роза Под'якова, Борис Сабуров, Валентин Мачкасов, Георгій Лесніков, Анатолій Сергеєв, Микола Земцов, Анатолій Сорокко, Євгенія Вєтрова, Марія Дмитрієва (Алютова), Галина Демидова (Афанасьєва), Віктор Ахрамєєв, Валерій Митрофанов, Леонід Луцький, Олексій Чернов, Іван Дмитрієв, Олександр Демидов, Станіслав Боклан, Мирослав Липницький, Юрій Канн, Георгій Іванов, Іван Зенков, Віталій Ткаченко, Віктор Кудінов, Любов Лодочнікова.
Станом на 2008 рік на сцені театру виступали Наталя Юргенс, Юрій Доронченко, Світлана Отченашенко, Людмила Руснак, Світлана Липницька, Ганна Фоменко, Микола Шаров, Анатолій Шевченко, Олександр Арутюнян, Сергій Мусієнко, Наталя Атрощенкова, Наталя Метлякова, Ігор Китриш, Олена Біла, Валерій Сарбей, Сергій Забогонський, Артур Войцеховський. Головний художник — Світлана Канн.

## Галерея

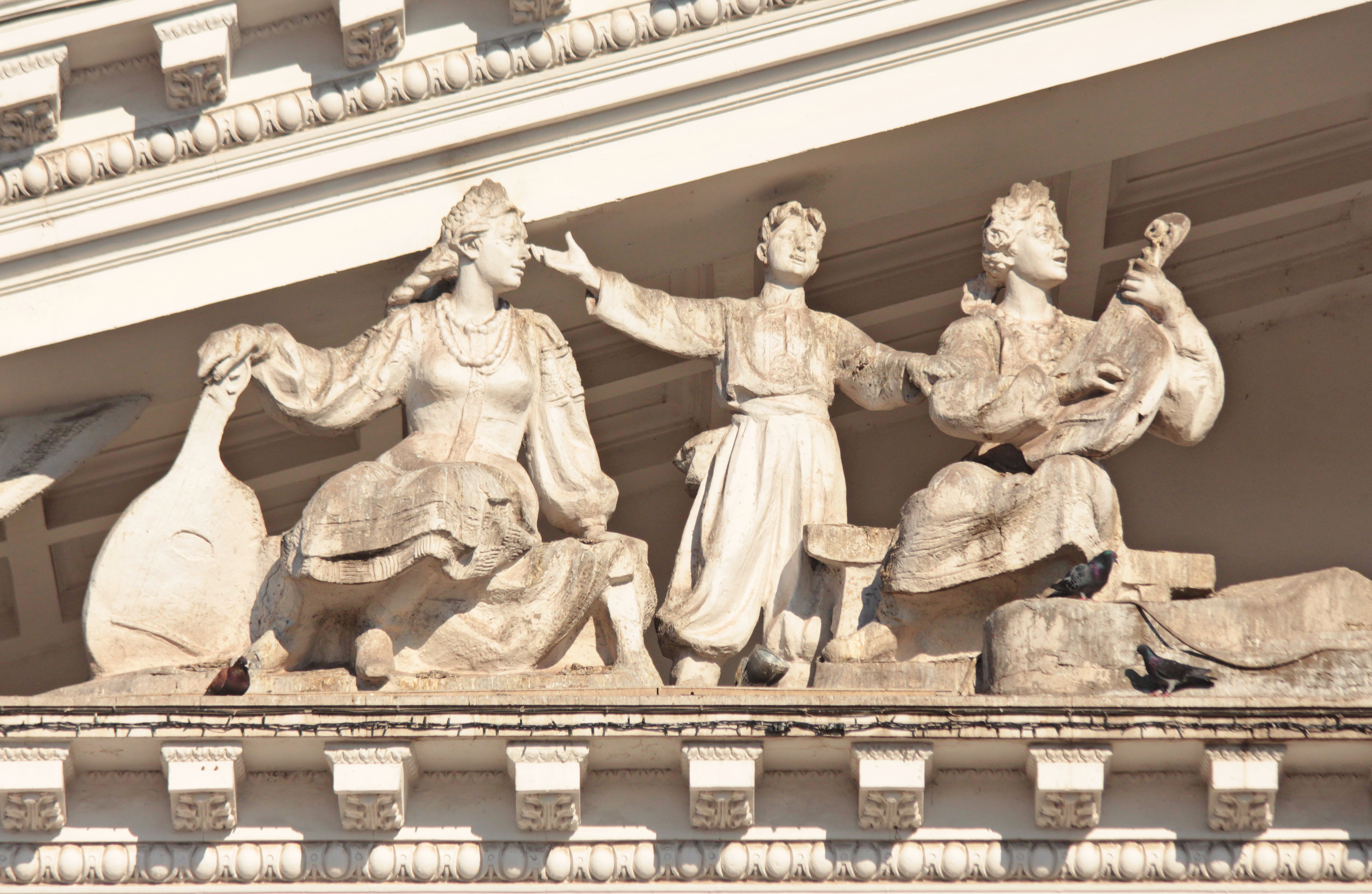
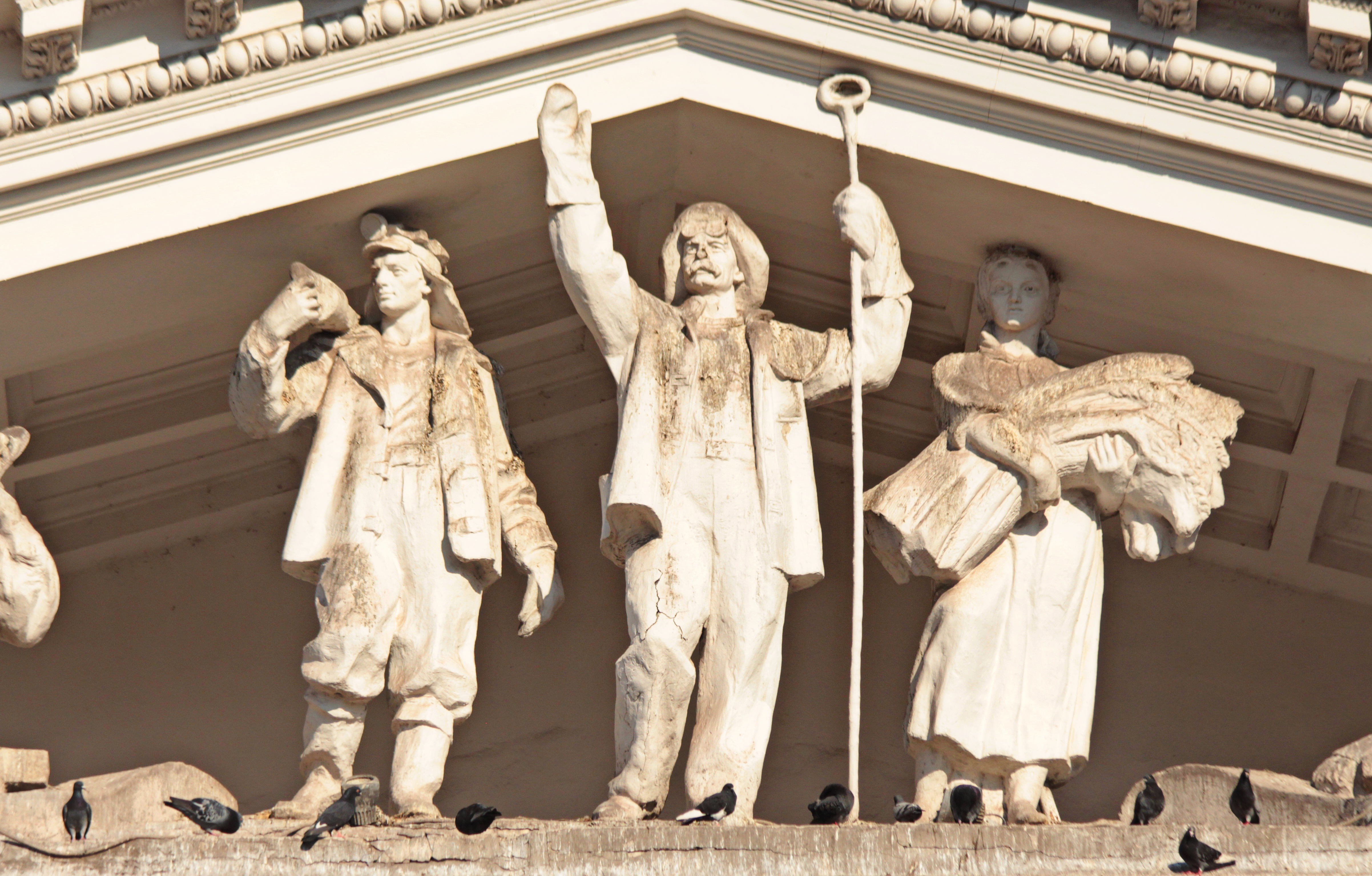
Фрагменти центрального фасаду
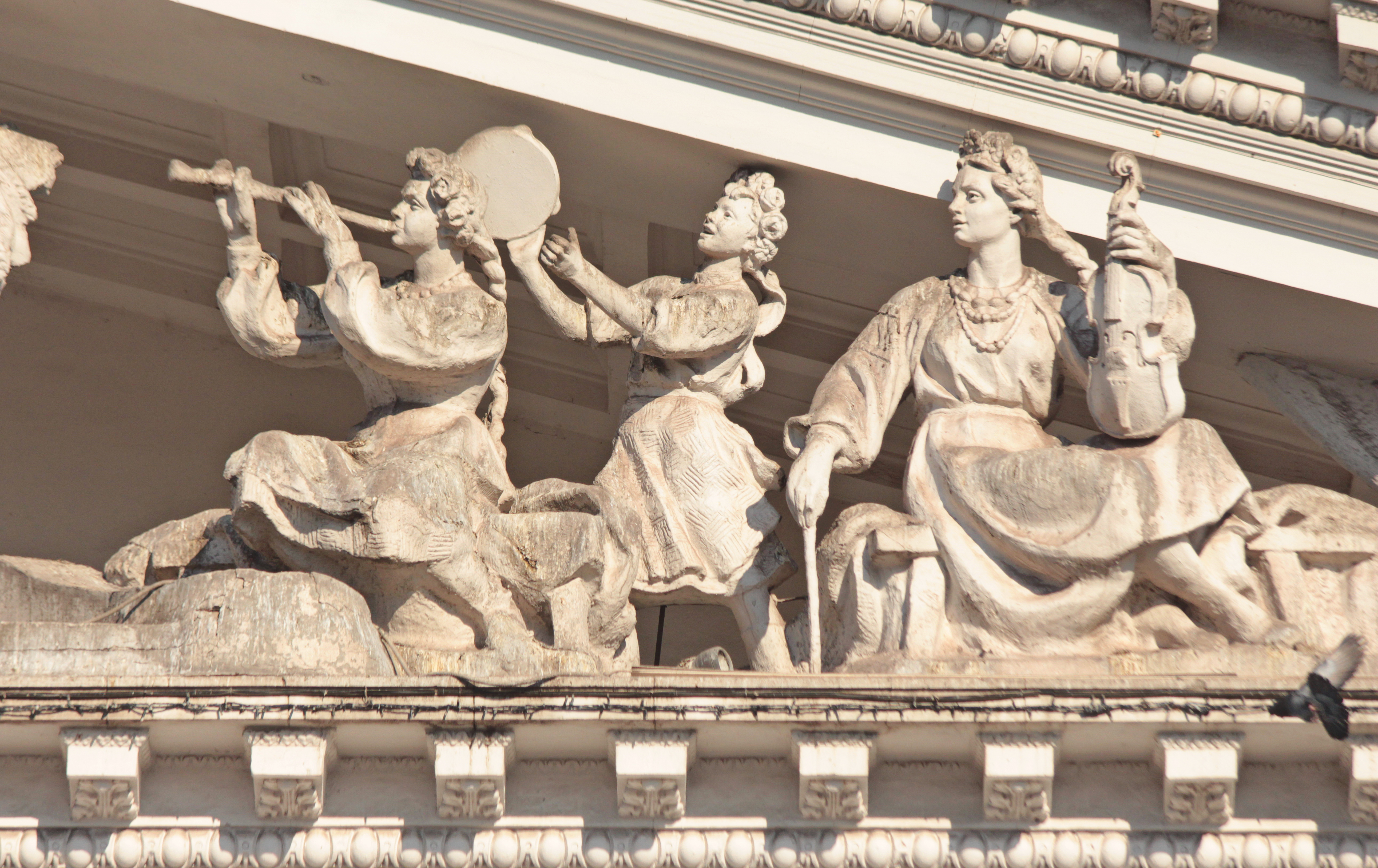

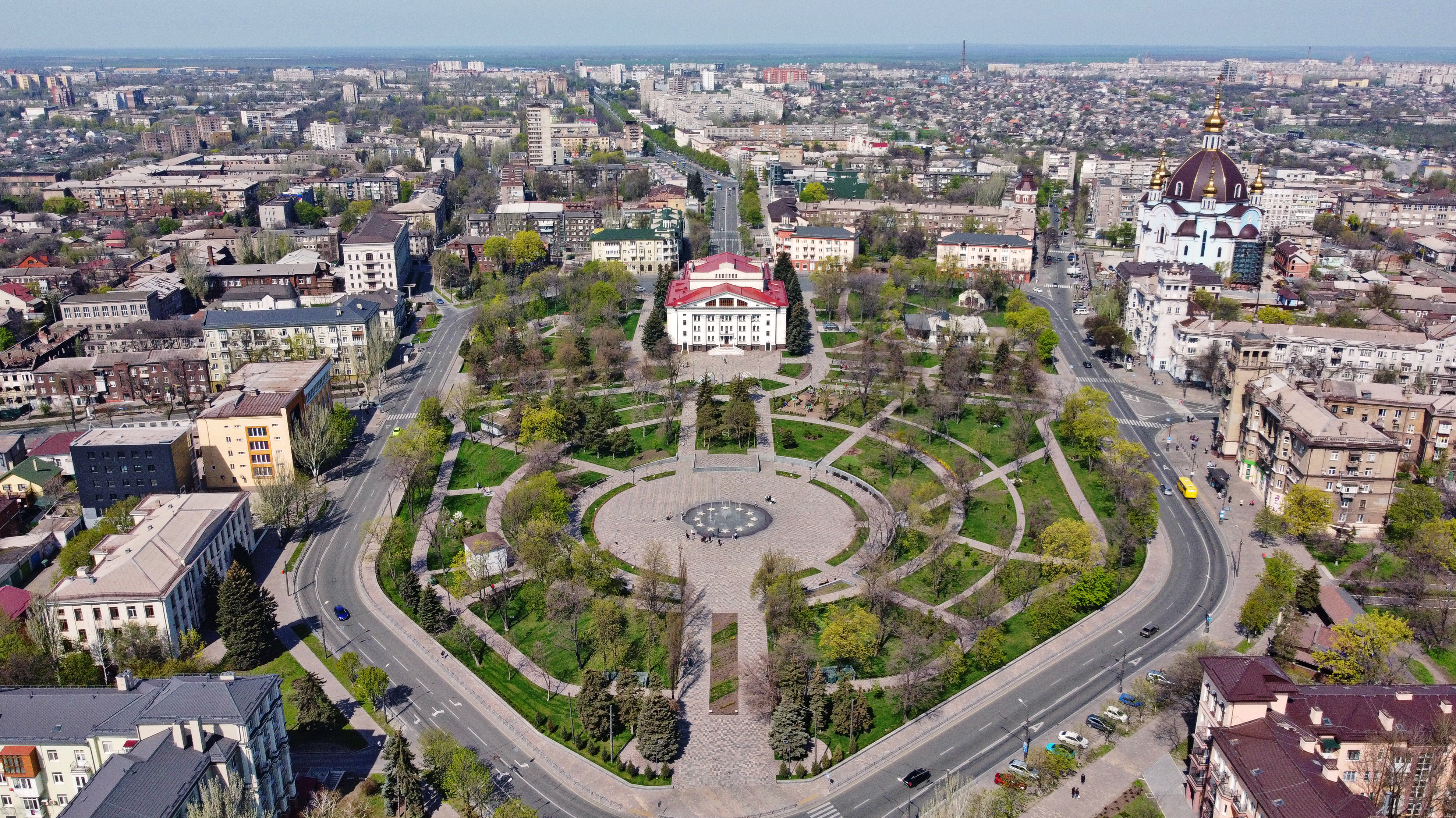
Театральна площа Маріуполя
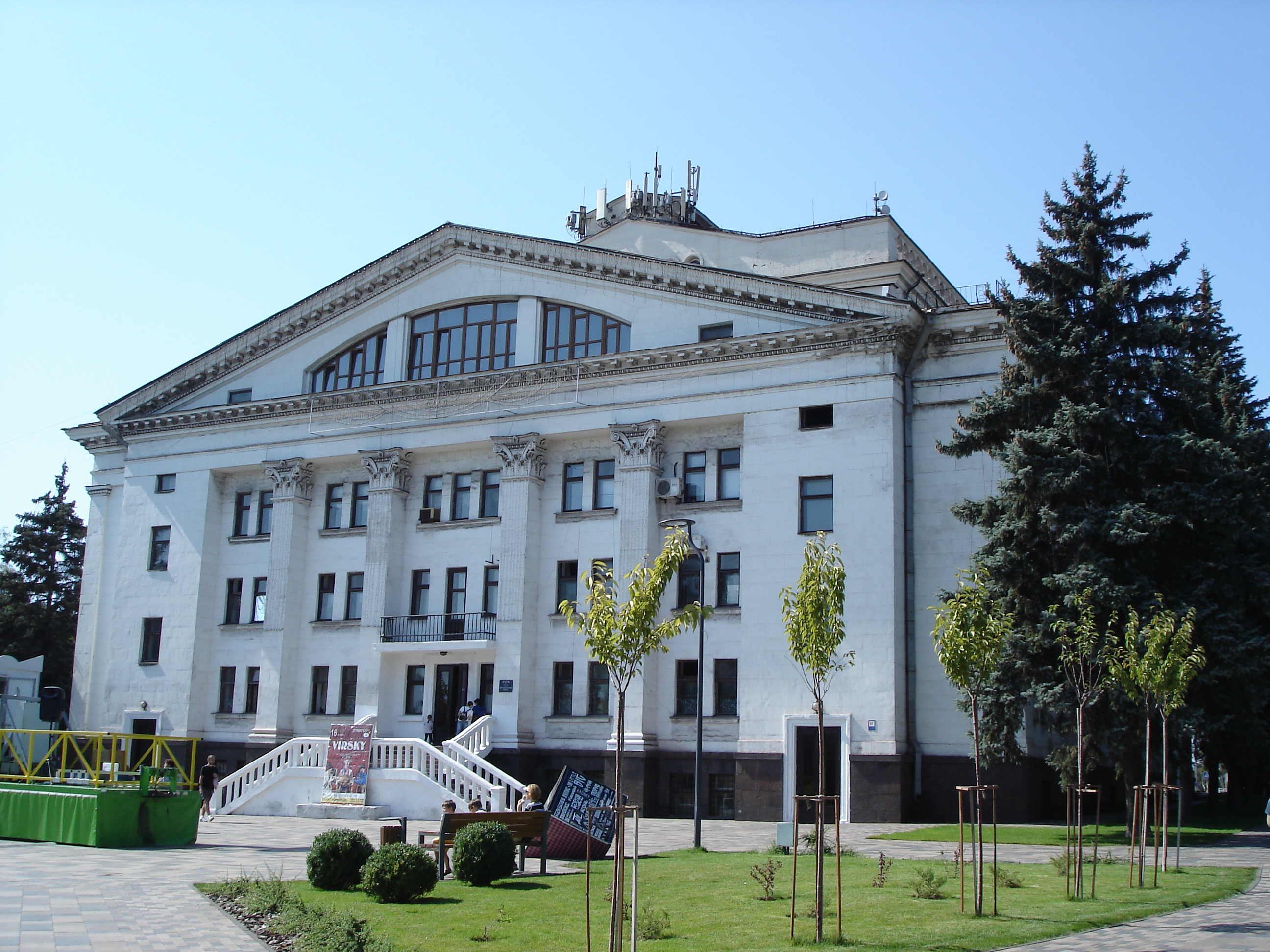
Східний фасад будівлі